# La Clua (Sant Esteve de la Sarga)
La Clua, de vegades anomenat la Clua de la Conca o la Clua de Montsec, és un poble del terme municipal de Sant Esteve de la Sarga, al Pallars Jussà. Juntament amb la Torre d'Amargós i Castellnou de Montsec formen una unitat territorial dins del seu municipi diferent de l'anomenada la Feixa. Aquestes tres pobles són a la vall del barranc de la Clua, als vessants occidentals de la Serra del Sastret.
Tot i que pertany administrativament al Pallars Jussà, des del punt de vista geogràfic és un poble ribagorçà, tot i que al llarg de la història s'ha decantat clarament cap al Pallars.

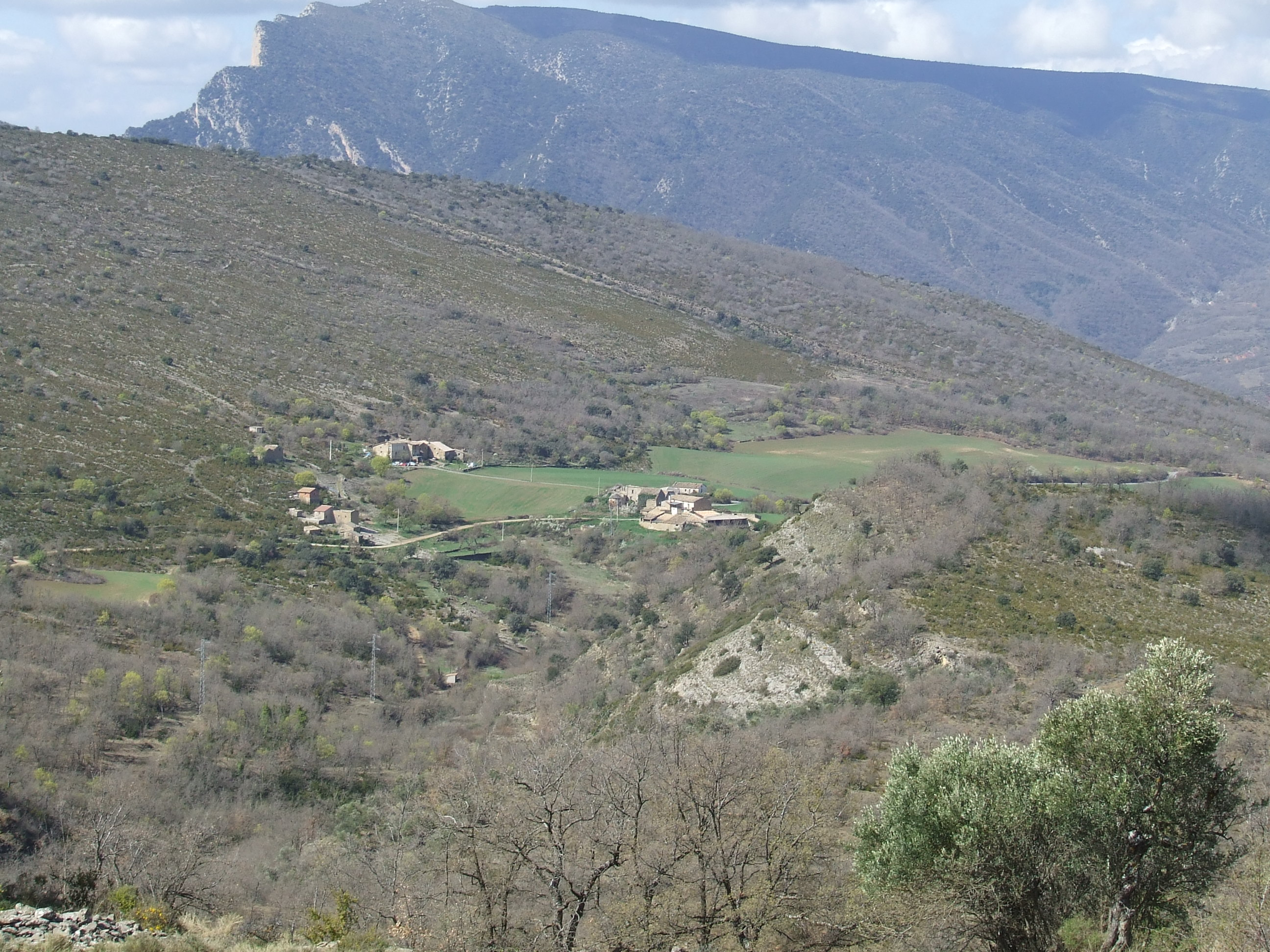
La Clua, d'hàbitat dispers

En el segle xix tingué ajuntament propi. Fou creat el 1812, en aplicació dels preceptes emanats de la Constitució de Cadis. El febrer del 1847 foren suprimits els ajuntaments que tenien menys de 30 veïns (caps de família), i la Clua fou unit a Alsamora, que el 1920 canviava de nom i capitalitat municipal, passant així a l'actual de Sant Esteve de la Sarga.
La seva església, de Santa Maria de la Clua és romànica. Hi ha una capella més: a l'antic col·legi del poble. La particularitat d'aquesta església és que havia pertangut al bisbat de Roda d'Isàvena, que més endavant fou integrat en el de Lleida, dins de l'arxiprestat de Tolba. Actualment encara és així, i la Clua, juntament amb tot de pobles de la franja de ponent del Pallars Jussà, entre ells Alsamora, pertanyen a la Unitat pastoral 27 d'aquest bisbat, que està regida pel rector d'Areny de Noguera, el qual pertany a la diòcesi de Barbastre-Montsó.
En el fogatge del 1380, la Clua consta amb 3 focs (uns 15 habitants). El 1718 ja tenia 26 habitants, i el 1970, 13. El 2006 n'hi estaven censats 4.
El 1845, Pascual Madoz publicava el seu Diccionario geográfico..., on es troba un article dedicat a la Clua. S'hi pot llegir que Clua de la Conca és una localitat amb ajuntament situada en un pla inclinat cap al nord, al peu d'una muntanya que preserva el poble dels vents del sud, però està exposada als altres vents, especialment els de ponent, que la combaten fortament. El clima és bastant fred, però saludable. Té 10 cases d'un sol pis i de mala construcció, lleugerament separades les unes de les altres. El terreny és aspre, àrid i pedregós. Tot muntanyós, llevat de quatre planes, en una de les quals es troba el poble, que contenen els pocs conreus que hi ha. Hi ha algunes rouredes i brolla. En el terme de la Clua hi ha el costum, com en altres pobles veïns, de rompre el bosc per conrear alguns anys -pocs- les terres rompudes, abandonar-les després per tal de rompre'n de noves. A la Clua es cull blat, sègol, ordi, civada i vi de mala qualitat; hi ha llana, a més de cabres i alguns animals per al treball del camp (bous, ases i mules). Hi ha cacera de perdius i conills, a més de llops i guineus, abundants en els entorns. La Clua té aquell moment 7 veïns (caps de família) i 40 ànimes (habitants).
El 1900 la Clua pertanyia al monestir de Lavaix.

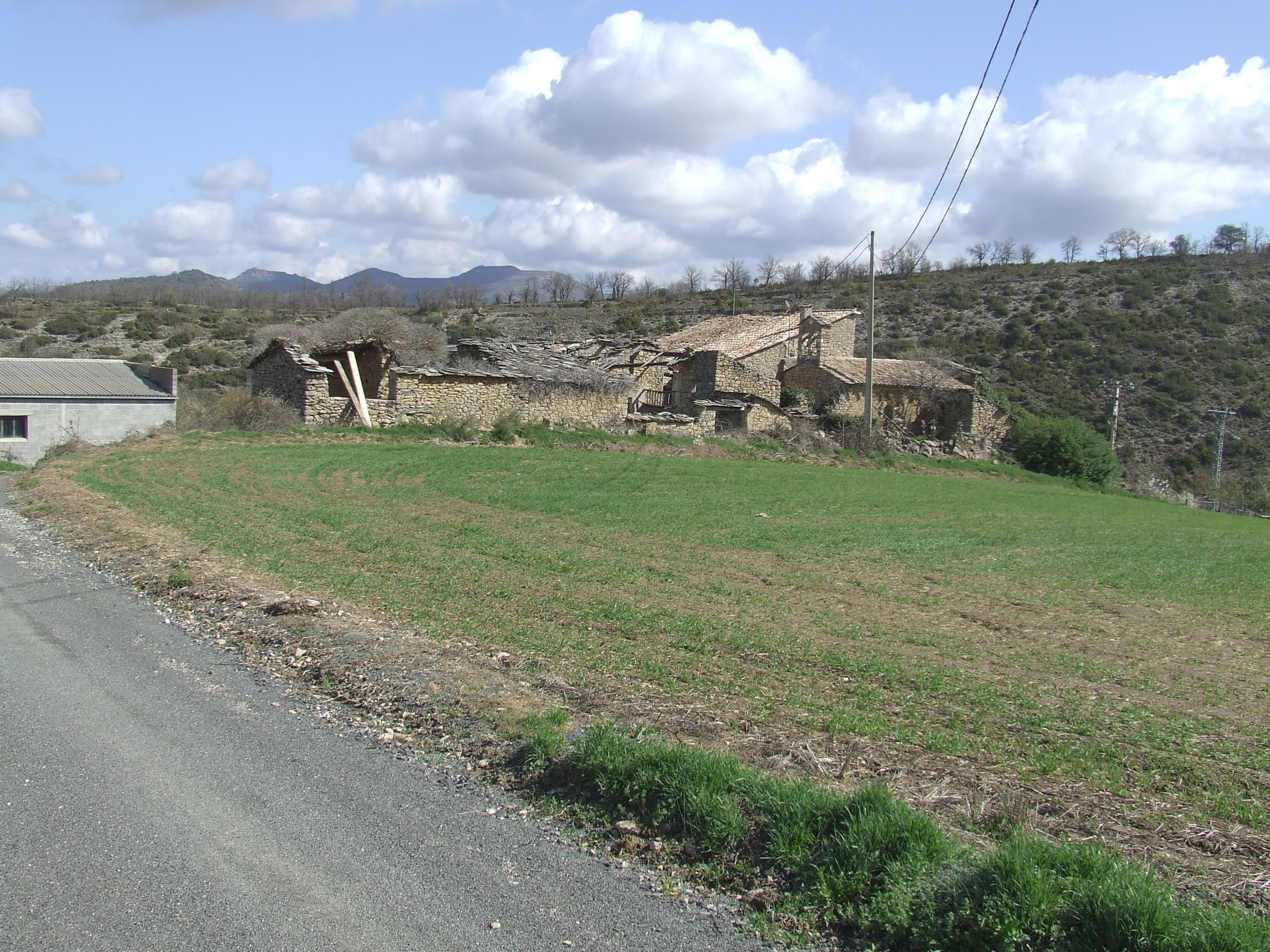
Nucli principal de la Clua, amb l'església

## Serveis turístics
A la Clua hi ha tres cases d'allotjament rural: Casa Blasi i Casa Sidro al nucli, i el Casalet de la Clua més avall del Barranc de la Clua.